# Smasek
Smasek je priimek več znanih Slovencev:
- Emil Smasek (1910-1980), gledališki organizator, dramaturg, režiser, urednik, publicist
- Lojze Smasek (1928-2019), novinar, gledališki kritik, publicist
- Uroš Smasek, novinar ...